# Castelo Drumtochty
O Castelo Drumtochty (em inglês:  Drumtochty Castle) é uma mansão acastelada do século XIX localizado em Fordoun, Aberdeenshire, Escócia.

## História
Construído por John Smith de Aberdeen em cerca de 1810-12 com grandes modificações em 1815-16.
Durante a Segunda Guerra Mundial, o castelo foi comprado pelo governo Norueguês no exílio e usado como escola para as crianças refugiadas da ocupação Nazi na Noruega.
Atualmente é uma escola preparatória.
Encontra-se classificado na categoria "A" do "listed building" desde 18 de agosto de 1972.